# بیگ‌نشین تونس
بیگ‌نشین تونس (عربی: بایلیک تونس) که همچنین به عنوان پادشاهی تونس (عربی: المملکة التونسیة) نیز شناخته می‌شود، یک بیگ‌نشین عمدتاً خودمختار امپراتوری عثمانی بود که در تونس امروزی قرار داشت. این سرزمین از سال ۱۷۰۵ تا الغای سلطنت و استقرار قیومیت فرانسه بر تونس در سال ۱۸۸۱ توسط خاندان حسینیان اداره می‌شد.
بیگ‌ها به باب عالی وفادار ماندند، اما پس از به دست آوردن استقلال تدریجی از امپراتوری، به عنوان پادشاه سلطنت کردند. بیگ‌نشین تونس میان سال‌های ۱۸۶۱ و ۱۸۶۴، پس از تصویب نخستین قانون اساسی در آفریقا و در جهان عرب، به سلطنت مشروطه تبدیل شد. این کشور همچنین واحد پول و ارتش مستقل خود را داشت و در سال ۱۸۳۱ پرچم خود را که هنوز هم استفاده می‌شود، انتخاب کرد.